# România la Jocurile Olimpice de iarnă din 1952
România a participat la Jocurile Olimpice de iarnă din 1952 cu 16 sportivi care au concurat la 3 sporturi (combinata nordică, schi alpin și schi fond).

## Participarea românească
România a trimis la Oslo o delegație formată din 16 sportivi (16 bărbați și 0 femei), care au concurat la 3 sporturi cu 7 probe (toate masculine). Toți reprezentanții României au concurat numai în probele de schi (schi alpin, schi fond și combinata nordică). La această ediție s-a înregistrat prima participare la o olimpiadă de iarnă a unui reprezentant al României în proba de combinata nordică.
Cel mai bune rezultat obținut de delegația României a fost locul 10 obținut de ștafeta de 4x10 km la schi fond formată din Moise Crăciun, Manole Aldescu, Dumitru Frățilă și Constantin Enache. Alte clasări bune au fost locul 19 obținut de Niculae-Cornel Crăciun la combinata nordică și locul 22 obținut de Gheorghe Olteanu în cursa de 50 km. Reprezenmtanții la schi alpin au obținut rezultate slabe (iferioare locului 35), toți cei 4 participanți români la proba de slalom neluând parte la start.
La această ediție a Jocurilor Olimpice, România nu a obținut niciun punct în clasamentul pe națiuni.

## Combinata nordică
Distanță
| Sportiv             | Probă                 | Sărituri cu schiurile       | Schi fond (18 km)   | Total puncte | Loc |
| ------------------- | --------------------- | --------------------------- | ------------------- | ------------ | --- |
| Niculae-Cornel lool | Combinata nordică (m) | 190,5 p. (+57,556,5+59,5 m) | 186,12 p. (1:17.11) | 376,62       | 19  |

## Schi alpin
| Sportiv        | Probă            | Manșa 1 | Manșa 2           | Total               | Loc               |
| -------------- | ---------------- | ------- | ----------------- | ------------------- | ----------------- |
| Mihai Bîră     | Coborâre (m)     |         |                   | 2.54,4 (+23,6)      | 35                |
| Mihai Bîră     | Slalom uriaș (m) |         |                   | 2.53,0 (+28,0)      | 45                |
| Mihai Bîră     | Slalom (m)       | 1.09,5  | nu a luat startul | nu a terminat proba | 42 (după manșa 1) |
| Ion Cașa       | Coborâre (m)     |         |                   | 3.26,4 (+55,6)      | 59                |
| Ion Coliban    | Slalom (m)       | 1.16,6  | nu a luat startul | nu a terminat proba | 57 (după manșa 1) |
| Ștefan Ghiță   | Slalom uriaș (m) |         |                   | 3.06,7 (+41,7       | 64                |
| Ștefan Ghiță   | Slalom (m)       | 1.17,6  | nu a luat startul | nu a terminat proba | 59 (după manșa 1) |
| Andrei Kovacs  | Slalom (m)       | 1.31,0  | nu a luat startul | nu a terminat proba | 77 (după manșa 1) |
| Radu Scîrneci  | Coborâre (m)     |         |                   | descalificat        | descalificat      |
| Radu Scîrneci  | Slalom uriaș (m) |         |                   | 3.00,1 (+35,1)      | 54                |
| Dumitru Sulică | Coborâre (m)     |         |                   | 3.07,3 (+36,5)      | 51                |
| Dumitru Sulică | Slalom uriaș (m) |         |                   | 3.01,7 (+36,7)      | 59                |

## Schi fond
Distanță
| Sportiv                                                        | Probă               | Rezultat                                         | Rezultat |
| Sportiv                                                        | Probă               | Timp                                             | Loc      |
| -------------------------------------------------------------- | ------------------- | ------------------------------------------------ | -------- |
| Constantin Enache                                              | 18 km (m)           | 1:11.00 (+9.26)                                  | 39       |
| Moise Crăciun                                                  | 18 km (m)           | 1:14.41 (+13.07)                                 | 61       |
| Florea Lepădatu                                                | 18 km (m)           | 1:15.42 (+14.08)                                 | 63       |
| Niculae-Cornel Crăciun                                         | 18 km (m)           | 1:17.11 (+15.37)                                 | 68       |
| Gheorghe Olteanu                                               | 50 km (m)           | 4:23.08 (+49.35)                                 | 22       |
| Ion Sumedrea                                                   | 50 km (m)           | 4:24.45 (+51.12)                                 | 23       |
| Dumitru Frățilă                                                | 50 km (m)           | 4:30.13 (+56.40)                                 | 24       |
| Ion Hebedeanu                                                  | 50 km (m)           | 4:47.58 (+1:14.25)                               | 32       |
| Moise Crăciun Manole Aldescu Dumitru Frățilă Constantin Enache | ștafetă 4x10 km (m) | 2:38.23 (+18.07) (40.07 / 39.58 / 40.18 / 38.00) | 10       |